# Jeff Ballard

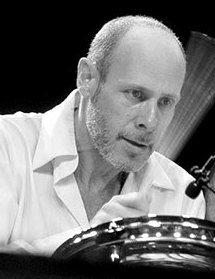
Jeff Ballard (2014)

Jeff Ballard (* 17. September 1963 in Santa Cruz, Kalifornien) ist ein US-amerikanischer Schlagzeuger des Modern Jazz.

## Leben und Wirken
Ballard, der bereits als Kind die Jazzplatten seines Vaters hörte, studierte Musiktheorie am örtlichen Cabrillo Community College, besuchte Trainingslager von Jamey Aebersold und begann in kleinen Bands zu spielen. 1986 zog er nach San Francisco, wo er mit Trompeter Ray Brown, Smith Dobson und Harvey Wainapel arbeitete. Dann wurde er 1988 Mitglied der Band von Ray Charles, bei dem er 3 Jahre blieb. 1990 ging er nach New York City, wo er mit Musikern wie Buddy Montgomery, Lou Donaldson, Eddie Harris, Herman Foster, Kurt Rosenwinkel, Avishai Cohen, Guillermo Klein oder Ben Allison (Medicine Wheel, 1998) auftrat. Seit 1999 kam es zur Zusammenarbeit mit Chick Corea in verschiedenen Projekten. Auch tourte er mit Gary Burton und mit Pat Metheny. Weiterhin gehört er zum Trio von Brad Mehldau, dem SFJazz Collective, der Elastic Band von Joshua Redman und bildet mit Mark Turner und Larry Grenadier das Trio Fly.
2012 leitete er die Formation Fairgrounds, der Eddie Henderson, Kevin Hays, Jeff Parker und Larry Grenadier angehören.

## Diskographische Hinweise
- 1988 Full Faith & Credit Big Band / FF&C 3 / Sea Breeze
- 1995 The Herbie Nichols Project / Love Is Proximity / Soul Note, mit Ted Nash, Ron Horton, Ben Allison
- 1996 Anthony Wilson / Goat Hill Junket / Mama / Rock Bottom; mit Bennie Wallace u. a.
- 1996 John Stetch / Kolomeyka Fantasy / Global Village
- 1996 John Stetch / Stetching Out / Terra Nova
- 1996 Hafez Modirzadeh / Peoples Blue / X Dot 25
- 1997 Various Artists / Jazz Christmas Party / Warner Bros. Records
- 1998 Frank Kimbrough / Chant / Igmod; mit Ben Allison
- 1998 Danilo Perez / Central Avenue / GRP
- 1998 Chick Corea & Origin / Change / Rykodisk
- 1998 Avishai Cohen / Adama / Stretch
- 1998 Ben Allison / Medicine Wheel / Palmetto
- 1999 Wolfgang Muthspiel / Work In Progress 89-98 / Polygram
- 1999 Adam Kolker Quintet / Crazy Bird / Challenge
- 1999 Guillermo Klein /Los Guachos, Vol 2 / Sunnyside Records
- 1999 Reid Anderson / Abolish Bad Architecture / Fresh Sound NT
- 1999 Ben Allison / Third Eye / Palmetto
- 1999 Avishai Cohen / Devotion / Stretch Records
- 2000 Kurt Rosenwinkel / The Enemies Of Energy / Verve
- 2000 Jason Lindner / Premonition / Stretch Records
- 2000 Magali Souriau Orchestra / Birdland Sessions / Koch Jazz
- 2000 Maria Schneider Orchestra / Allegresse / Enja
- 2000 John Stetch / Heavens Of Hundred Days / Justin Time Records
- 2000 Various Artists / Jam Miami: A Celebration Of Latin Jazz / Concord Jazz Records
- 2000 Chick Corea / Originations / Stretch Records
- 2000 Chick Corea / Concerto / Sony; mit dem London Philharmonic Orchestra
- 2000 Claudia Acuña / Wind From The South / Verve
- 2000 Avishai Cohen / Colors / Stretch Record
- 2000 Steve Davis / Portrait In Sound / Stretch
- 2000 Fernando Huergo / Jazz Argentino / Fresh Sound
- 2001 Juan Sebastian Monsalves / Bunde Nebuloso / Millenium Rep.;mit Anat Cohen und Jason Lindner
- 2001 Tim Garland's Underground Orchestra / Soho Story / Dean Street Records
- 2001 Kurt Rosenwinkel / The Next Step / Verve
- 2001 Ted Nash / Sidewalk Meeting / Arabesque
- 2001 Frank Kimbrough / Joe Locke / Willow / Omnitone; mit Tim Ries
- 2001 Various Artists / Palmetto Records 2001 / Palmetto
- 2001 Ben Allison / Riding The Nuclear Tiger / Palmetto
- 2001 Chick Corea New Trio / Past, Present & Futures / Stretch Records; mit Avishai Cohen
- 2002 Matt Penman / The Unquiet / Fresh Sound NT
- 2002 Guillermo Klein / Los Guachos Vol 3 / Sunnyside Records: mit Chris Cheek u. a.
- 2002 Jay Klum / Home Cookin' / Alltribe
- 2002 Fernando Huergo / Live At The Regatta Bar / Fresh Sound NT
- 2002 Chihiro Yamanaka / When October Goes / Altelier Sawano
- 2003 Michael Davis / Trumpets Eleven / Hip-Bone Music
- 2003 Perico Sambeat / Friendship / ACT; mit Brad Mehldau, Kurt Rosenwinkel u. a.
- 2003 Kurt Rosenwinkel / Heartcore / Verve
- 2003 Frank Kimbrough Trio / Quickening / Omnitone; mit Ben Allison
- 2003 Phil Grenadier / Playful Intentions / Fresh Sound
- 2003 Various Artists / Concord Records 30th anniversary / Concord Jazz
- 2003 Phil Stöckli Quintet / Third Eye / Fresh Sound NT
- 2003 Avishai Cohen / The Trumpet Player / Fresh Sound NT
- 2003 Eli Degibri / In The Beginning / Fresh Sound NT
- 2003 Chick Corea / Rendez Vous In New York / Stretch Records
- 2004 Chihiro Yamanaka / Madrigal / Altelier Sawano
- 2004 Albert Sanz / Los Guys / Fresh Sound
- 2004 Fleurine / Fire / mit Brad Mehldau, Peter Bernstein und Seamus Blake
- 2004 Anat Cohen / Place and Time / Anzic Records
- 2004 Maria Schneider / Concert In The Garden / Artist Share; Jeff Ballard Cajon
- 2004 Fly / Fly / Savoy Jazz; mit Larry Grenadier und Mark Turner
- 2005 Avishai Cohen / At Home / Razdaz Records
- 2005 Alex Shimmer Oth Trio / Arrival / Fresh Sound
- 2005 Steve Schmidt / Red and Orange / Cliftone Records
- 2005 Jacob Karlzon / Morten Ramsbøl / Human Factor / Music Mecca
- 2005 Eli Degibri / Emotionally Available / Fresh Sound
- 2005 Kurt Rosenwinkel / Deep Song / Verve Records
- 2005 Guillermo Klein y los Guachos / Live in Barcelona / Fresh Sound New Talent
- 2005 Joshua Redman Elastic Band / Momentum / Nonesuch Records
- 2005 Michael Blake / Right Before Your Very Ears / Clean Feed
- 2005 Brad Mehldau / Day is Done / Nonesuch Records
- 2006 Chihiro Yamanaka / Lach Doch Mal / Verve Records; mit Larry Grenadier
- 2006 Ben Allison / Cowboy Justice / Palmetto Records
- 2006 Pat Metheny Brad Mehldau / Metheny Mehldau / Nonesuch Records
- 2007 Pat Metheny Brad Mehldau / Metheny Mehldau Quartet / Nonesuch Records
- 2007 Chick Corea / Five Trios / Stretch Records; nur Disk drei mit Christian McBride
- 2008 Jesper Løvdal / Free Fall / ILK music; Sam Yahel, Jonas Westergaard
- 2008 Markus Schwartz / Tanbou Nan Lakou Brooklyn / Markus Schwartz Records
- 2008 Massimo Biolcati / Persona / ObliqSound; mit Lionel Loueke u. a.
- 2008 Brad Mehldau Trio / Brad Mehldau Trio Live / Nonesuch Records; mit Larry Grenadier
- 2008 Guillermo Klein y los Guachos / Filtros / Sunnyside Records; mit Chris Cheek u. a.
- 2009 Fly / Sky and Country / ECM Records; mit Larry Grenadier und Mark Turner
- 2010 Brad Mehldau /  Highway Rider / Nonesuch Records; mit Larry Grenadier
- 2011 Stefano Di Battista / Woman's Land / Discograph; mit Jonathan Kreisberg u. a.
- 2012 Perico Sambeat / Elastic / Contrabaix
- 2012 Stefano Bollani / Big band! / Verve
- 2012 Fly / Year of the snake / ECM Records; mit Larry Grenadier und Mark Turner
- 2012 Brad Mehldau Trio / Ode / Nonesuch Records; mit Larry Grenadier
- 2012 Brad Mehldau Trio / Where do you start / Nonesuch Records; mit Larry Grenadier
- 2013 Oliver Bogé / The world begins today / Naïve
- 2014 Jeff Ballard Trio / Time's Tales / Okeh Records mit Lionel Loueke und Miguel Zenón
- 2014 Christian Vuust / Urban Hymn / Aero Music
- 2014 Christian Finger / Ananda / Strikezone Records
- 2014 Baptiste Trotignon / Hit / Naïve
- 2015 Michael Gibbs & the NDR Bigband / Play a Bill Frisell Set List / Cuneiform Records
- 2015 Gilad Hekselman / Homes / Jazz Village / Harmina Mundi; mit Marcus Gilmore, Katie Lower
- 2016 Mauro Gargano / Suite for Battling Siki / Gaya Music Production
- 2016 Brad Mehldau Trio / Blues and Ballads / Nonesuch Records
- 2017 Rebecca Martin & Guillermo Klein / The Upstate Projects / Sunnyside Records
- 2017 Chick Corea / The Musician / Stretch Records / Concord Records
- 2018 Jeff Ballard / Fairgrounds / Edition Records mit Lionel Loueke,  Kevin Hays, Reid Anderson und Pete Rende